# Tel Aviv Museum of Art

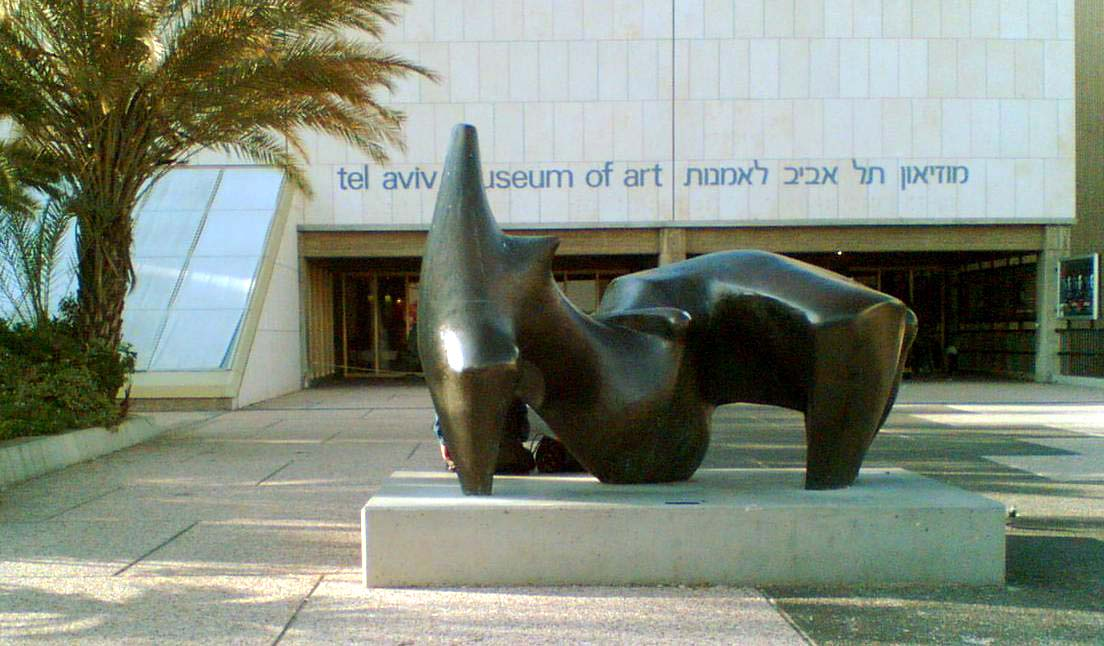
Skulptur von Henry Moore vor dem Tel Aviv Museum of Art

Das Tel Aviv Museum of Art (hebräisch מוּזֵיאוֹן תֵּל אָבִיב לַאָמָּנוּת Mūsejʾōn Tel Avīv la-Ommanūt, deutsch ‚Museum Tel Avivs für die Kunst‘) wurde am 2. April 1932 im Haus des ersten Bürgermeisters von Tel Aviv, Meʾir Dizengoff, eröffnet. Das Museum trug damals den Namen seiner verstorbenen Frau, Tsina Dizengoff. 1971 zog es an seinen heutigen Standort in den Sderot Schaʾul haMelech.

## Geschichte
Tsina Dizengoff war 1930 gestorben. Der verwitwete Meʾir Dizengoff überließ im Jahr darauf das gemeinsame Wohnhaus an den Sderot Rothschild 16 der Stadt Tel Aviv und bat darum, es in ein Museum umzuwandeln, „denn eine richtige Stadt braucht auch ein Museum.“ Er selbst blieb in einer kleinen Dachwohnung des Hauses wohnen. Karl Schwarz, 1930 bis 1933 Leiter der Kunstsammlung der Jüdischen Gemeinde zu Berlin, ab 1932 offiziell Jüdisches Museum (Sammlung der Jüdischen Gemeinde zu Berlin) genannt, wurde auf Vorschlag Dizengoffs und des Generaldirektors Mosche Kaniuk zum Museumsdirektor berufen und zog darum im Mai 1933 nach Tel Aviv, um das Museum aufzubauen.
Dizengoff, der am 23. September 1936 schließlich gestorben ist, bekräftigte 1935 in seinem Testament seinen Wunsch: „Meine letzte Bitte an die Bewohner von Tel Aviv. Ich habe einen großen Teil meines Lebens dieser Stadt gewidmet, und jetzt, da ich kurz davor stehe, Ihnen Lebewohl zu sagen, möchte ich Ihnen mein Lieblingskind, das Tel-Aviv-Museum, in Ihrem Gewahrsam hinterlassen. Bitte passt gut auf es auf, denn eines Tages wird es der Stolz und Ruhm unserer Stadt werden.“
Das Gebäude wurde Mitte der 1930er Jahre durch den Architekten Carl Rubin (1899–1955) erweitert und renoviert, der nach seiner Zeit 1931/1932 als Mitarbeiter im Architekturbüro Erich Mendelsohns in Berlin sich in Tel Aviv als selbständiger Architekt niedergelassen und durch erste Bauten die Aufmerksamkeit von Bauherren und Publikum auf sich gezogen hatte. Rubins Plänen gemäß wurde das Haus der Dizengoffs für die Nutzung durch die vom Tsina-Dizengoff-Museum ins Kunstmuseum Tel Aviv erweiterte Kulturstätte umgebaut. Der in der Stadt gut vernetzte Rubin gewann 1935 auch die Ausschreibung um den Bau des Beit Hadar. Parallel zum Umbau des Hauses der Dizengoffs war Rubin so auch damit befasst, den Beit Hadar, den Sitz des Zitruspflanzerverbandes zu bauen.
Am 23. Februar 1936 fand die Neueröffnung des Museums statt. Fünf Tage später, am 28. Februar, übergab Rubin dann den Beit Hadar fertig an die Eigentümer. Schwarz schreibt zum Umbau des Hauses zum Museum: „Nach mehrjähriger Vorbereitungsarbeit unter Aufwendung großer Geldmittel kann nunmehr der Erweiterungs- und Neubau des Museums eröffnet werden. Das ehemalige Dizengoffsche Wohnhaus, eines der ersten Gebäude Tel Avivs, das im Laufe der Jahre mehrere Wandlungen durchgemacht und das der Bürgermeister und Begründer des Museums, M. Dizengoff, zur Verfügung gestellt hat, ist nach den Plänen des Architekten Carl Rubin in einen modernen Museumsbau umgestaltet worden.“
Die Ausstellungsfläche wurde um 188 m² auf 426 m² erweitert, und das Haus erhielt neue kleinere Fenster, einen neugestalteten Eingang und eine neue Fassade. Schwarz beschreibt die Umbauten und die große Halle, worin der Volksrat (hebräisch מוֹעֶצֶת הָעָם Mōʿetzet ha-ʿAm) aus Vertretern aller Parteien der Repräsentantenversammlung der jüdischen Palästinenser am 14. Mai 1948 die Unabhängigkeit Israels beschlossen, anschließend öffentlich erklärt durch David Ben Gurion. „In drei Etagen wurden 15 große, den speziellen Zwecken angepaßte Räume und ein großer Vortragssaal eingerichtet, … Durch eine Vorhalle gelangt man in einen quergerichteten dreiteiligen Saal, an den seitlich je zwei Säle anschließen, die hauptsächlich graphischen Ausstellungen dienen und die mit um die Wände herumlaufende[n] Graphikschränken eingefaßt sind. Vom Mittelsaal aus führt eine, die ganze Breite einnehmende, von zwei Pilastern unterbrochenen fünfstufige Treppe in den großen Ausstellungs- und Vortragssaal, der aus schmalen, dicht unter der Decke laufenden Fenstern eine gleichmäßige, oberlichtartige Beleuchtung empfängt. Diese Art der Fensteranordnung, die gegen Sonne und zu starken Lichteinfall schützt, ist im ganzen Gebäude durchgeführt worden. Der Saal, mit versetzten Podium und Stuhlreihen versehen, bietet an 250 Plätze und soll für Kunstvorträge und musikalische Veranstaltungen zur Verfügung gestellt werden.“
Im ersten Stock bestand ein Saal zur Ausstellung von Plastiken. In der Etage darüber waren Büros und Magazine. Zwei Räume, der Liebermann-Saal und der Lesser-Ury-Saal waren ganz Werken besagter Künstler gewidmet, darüber hinaus umfasste die Sammlung damals aber schon 350 Gemälde, 75 Plastiken und mehr als 4.000 Aquarelle, Handzeichnungen und Originalgraphiken, darunter Werke von Mark Matwejewitsch Antokolski, Leonardo Bazzaro, Marc Chagall, Edgar Degas, André Derain, James Ensor, Henri Epstein, Ernesto de Fiori, Vincent van Gogh, Maurycy Gottlieb, Isaac Israëls, Marie Laurencin, Wilhelm Lehmbruck, Isaak Iljitsch Lewitan, Max Liebermann, Claude Monet, Camille Pissarro, George Scharf, Lesser Ury, Maurice Utrillo oder  Maurice de Vlaminck.

## Sammlung
Das Museum beherbergt eine Sammlung klassischer und zeitgenössischer Kunst, speziell von israelischen Künstlern. Benannt sind einzelne Gebäude oder Gebäudeteile nach den jeweiligen Mäzenen. So gibt es beispielsweise den Helena Rubinstein Pavilion for Contemporary Art (Baujahr 1959), den Lola-Beer-Ebner-Skulpturgarten, den Marc Rich and Gabrielle Rich Wing, und einen Jugendflügel mit dem Namen Joseph and Rebecca Meyerhoff Art Education Center.
Ausgestellt werden Werke der wichtigsten Stilrichtungen der ersten Hälfte des 20. Jahrhunderts:
Fauvismus, deutscher Impressionismus und Expressionismus, Kubismus, Futurismus, russischer Konstruktivismus, De Stijl und Surrealismus mit Werken von Joan Miró, französische Kunst vom Impressionismus und Spätimpressionismus bis zur Pariser Schule mit Werken von Chaim Soutine.
Unter den ausgestellten Künstlern sind Max Ernst, Max Liebermann, Claude Monet, Emil Nolde, Max Pechstein, Camille Pissarro, Pierre-Auguste Renoir, Paul Cézanne, Alfred Sisley, Henri Edmond Cross, Pierre Bonnard, Tsuguharu Foujita, Henri Matisse, Amedeo Modigliani, Giorgio Morandi, Gustav Klimt, Wassily Kandinsky, Marc Chagall, Ernst Oppler, Maurycy Gottlieb und Reʾuven Rubin. Ebenso zu sehen sind Werke von Pablo Picasso aus der Blauen Periode, der Neoklassischen Periode und aus seinem Spätwerk. Die Peggy-Guggenheim-Sammlung des Museums, eine Spende aus dem Jahr 1950, umfasst 36 Werke, unter anderem von Jackson Pollock, William Baziotes, Richard Pousette-Dart, Yves Tanguy, Roberto Matta und André Masson.

## Erweiterungsbau
Am 2. November 2011 wurde das neue Herta-und-Paul-Amir-Gebäude mit der Ausstellung Schvirat ha-Kelim (שְׁבִירַת כֵּלִים Bruch der Gefäße) des deutschen Künstlers Anselm Kiefer eröffnet. Der großzügige Gebäudeflügel entstand unter der Leitung des amerikanischen Architekten Preston Scott Cohen. In dem neuen Gebäude befinden sich zwei Räume von 244 m² Größe, die Galerie der deutschen Freunde. Der Verein Freunde des Tel Aviv Museums of Art, Deutschland hat sich finanziell an der Errichtung des Neubaus beteiligt und will zum Austausch zwischen deutschen und israelischen Museen beitragen.

## Archiv der israelischen Architektur
Das neue Archiv der israelischen Architektur Galerie wurde im Jahr 2013 geöffnet.

## Zensurvorwurf
Für März 2015 war die Eröffnung einer gemeinsamen Ausstellung von Ai Weiwei und Miki Kratsman zum Thema Flüchtlingslager weltweit geplant, in der u. a. Porträtfotos von dreitausend Palästinensern gezeigt werden sollten. Die Ausstellung wurde mehrmals verschoben. Doron Sabag, ein Mitglied des Kuratoriums, forderte Kratsman angeblich auf, die geplante Ausstellung mit Rücksicht auf „das gegenwärtige politische Klima … abzumildern“. Kratsman warf dem Museum Zensur vor. Das Museum erklärte, der Ausstellungsplan für 2017 sei schon voll, deshalb habe man noch keinen geeigneten Termin für die geplante Ausstellung finden können.

## Bibliographie
- Karl Schwarz, „Zur Eröffnung des neuen Museums in Tel Aviv“, in: Palästina: Zeitschrift für den Aufbau Palästinas, Jg. 19 (1936), H. 3 (März 1936), Kommission zur Erforschung Palästinas (Hrsg.), S. 131-134.